# Mutilate
Mutilate je Angerfistov drugi studijski album. Album sadrži dva CD-a.

## Popis pjesama

### CD 1
1. Introduction (0:45)
2. Bite Yo Style (4:59)
3. Sensational Gargle (feat. Crucifier) (5:53)
4. The Switch (feat. Predator) (4:40)
5. Riotstarter (5:11)
6. The Path Of Hell (Remixed by Crucifier) (5:20)
7. Right Through Your Head (4:50)
8. Strangle And Mutilate (5:56)
9. Handz On My Ballz (feat. The Beat Controller)(5:43)
10. In A Million Years (4:45)
11. Smoke Yo Momma (feat. D-Spirit) (5:26)
12. Silent Notes (feat. Predator) (5:01)
13. Like This (4:53)
14. Looking To Survive (4:32)
15. Gas Met Die Zooi (Remixed by Tha Playah) (5:14)

### CD 2
1. House Fucka (4:22)
2. Back Up (4:56)
3. Stainless Steel (Remixed by Predator) (4:40)
4. Close To You (4:32)
5. TNT (feat. Rudeboy & Tomcat) (5:26)
6. Choices (5:08)
7. Alles Cut Enter (feat. Rudeboy & Tomcat) (5:57)
8. Criminally Insane (Remixed by The Hitmen) (4:45)
9. 187 (ft. Predator) (4:36)
10. Anticipate (4:37)
11. Broken Chain (feat. Crucifier, Remixed by Mad Dog) (4:57)
12. That Shooting Pain (feat. D-Spirit) (4:32)
13. Drug Revision (feat. The Guardian) (5:09)
14. Essential Components (3:36)
15. Your Soul Is Mine (4:20)

## Vanjske poveznice
- Mutilate diskografija